# Chopitos

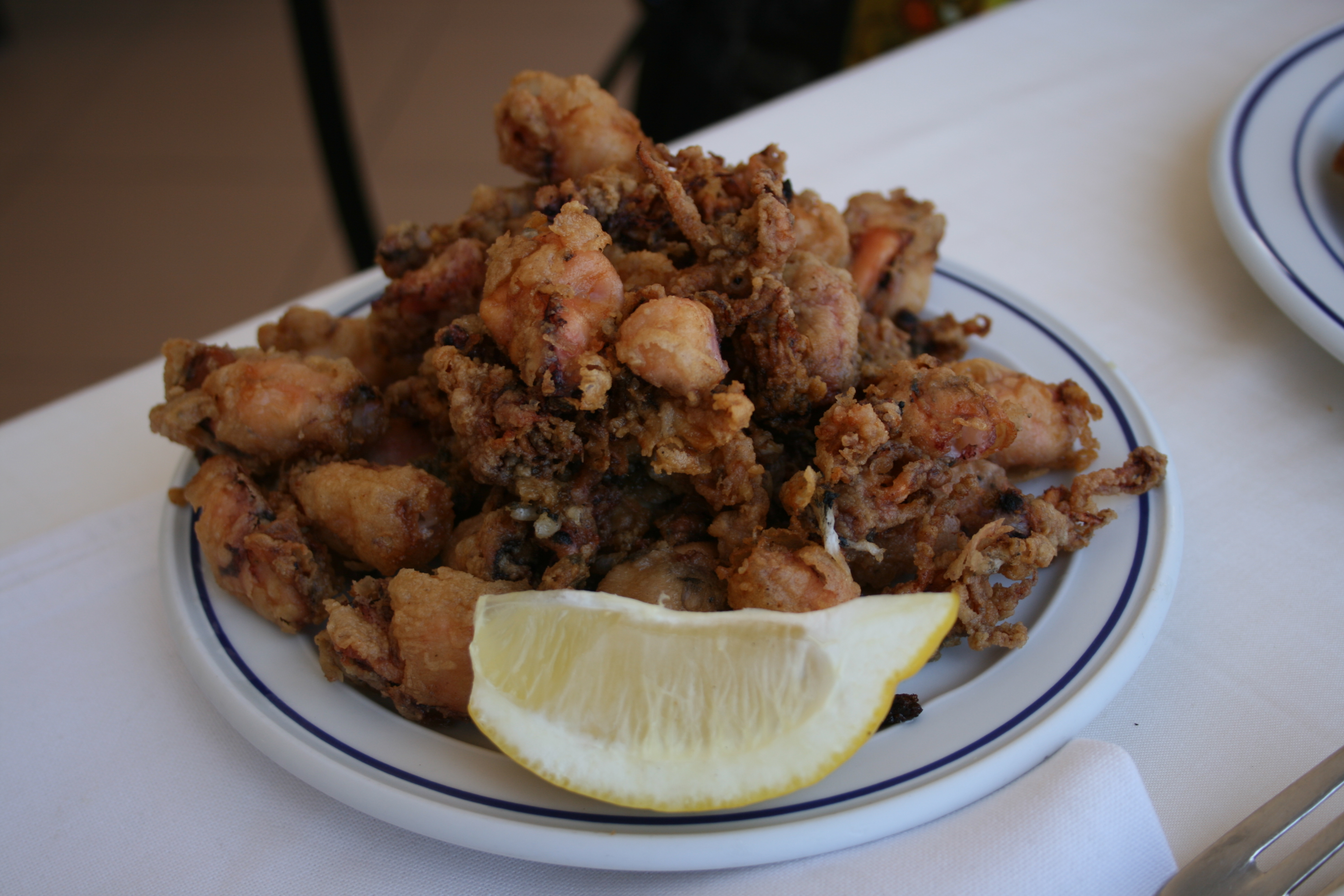
Una ración de chopitos.

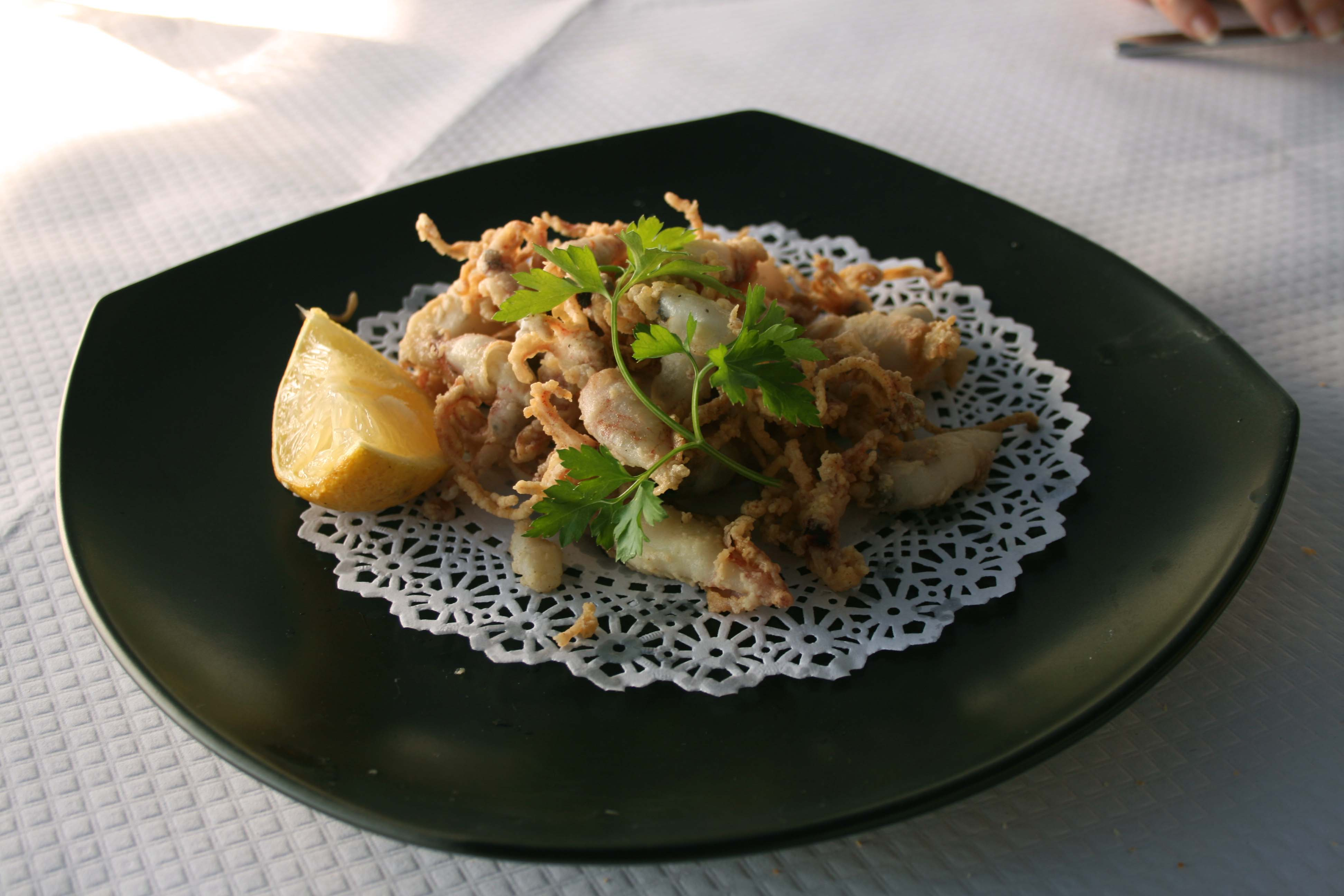
Una ración de puntillitas decorada con fondo de papel.

Los chopitos o puntillas son una preparación culinaria típica del interior, y de las costas del norte  de España. Las puntillitas son de mejor calidad dentro de esta familia de sepias, por su sabor y textura.  En la costa malagueña el plato es conocido como “chopitos”. Se prepara como una fritura de pescado previamente enharinado y servido caliente en un plato abierto. Generalmente acompañado de un limón. Son choquitos (es decir sepias) que poseen una pequeña protuberancia denominada choquito picudo. Esta protuberancia de pequeño tamaño le proporciona su nombre al plato. Se sirven como una tapa o ración.

## Características
El ingrediente principal del plato son los choquitos (es decir los miembros de la especie sepia elegans y sepia orbignyana) que poseen una pequeña protuberancia en el vértice, denominada choquito picudo. Suelen ser de pequeño tamaño, por lo que se venden consumen enteros, frescos y en algunas ocasiones congelados. En raras ocasiones se consideran como ingrediente los calamares europeos (Loligo vulgaris) muy jóvenes, debido a la prohibición de consumirlos en etapas tan tempranas.

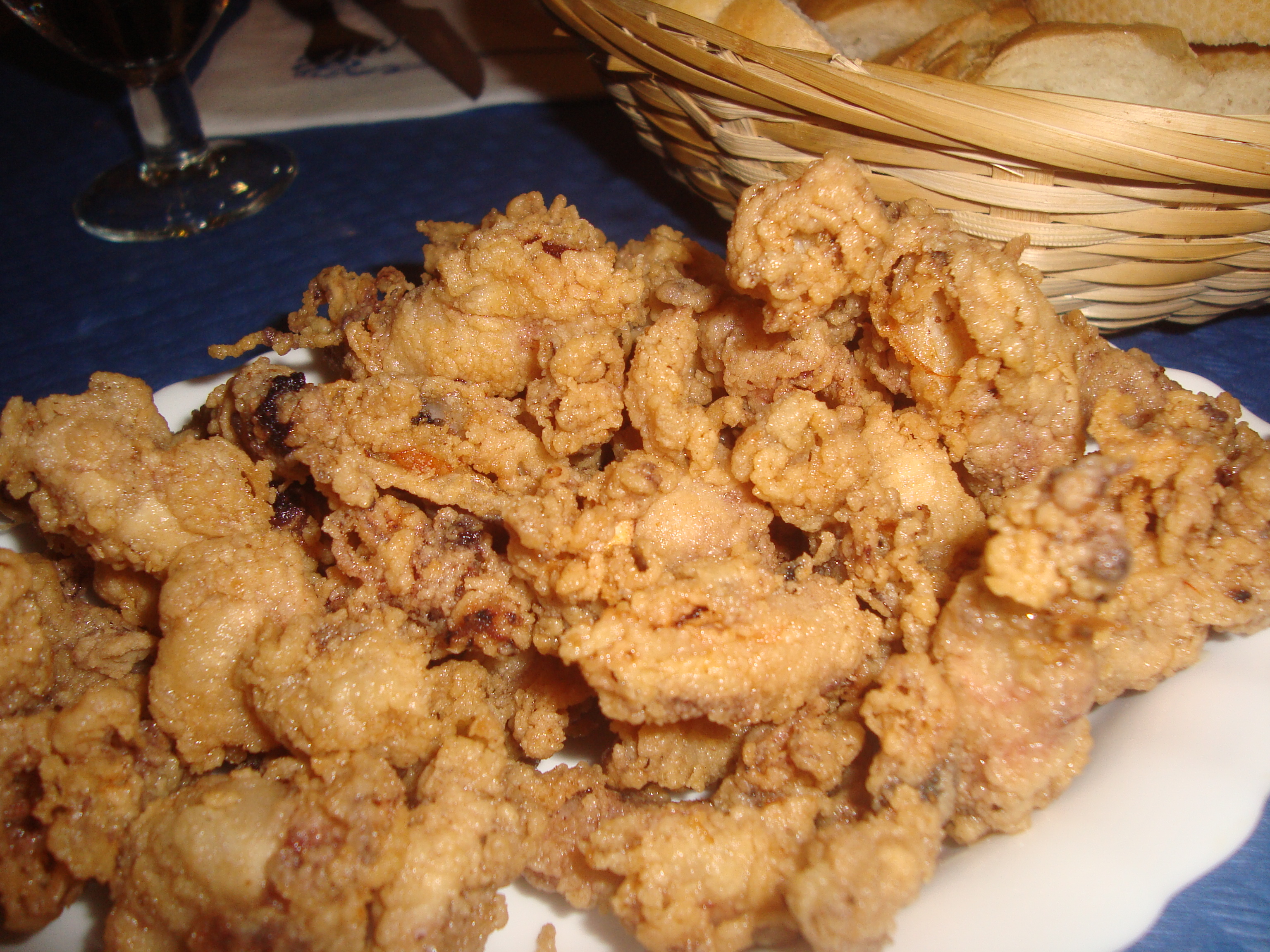
Puntilla de calamar frita.

Las raciones suelen llevar aproximadamente doscientos gramos de este cefalópodo. Suele prepararse los chopitos mediante un lavado que los eviscera por completo (aunque en Sanlúcar, Cádiz, donde son muy populares, se encuentran sin eviscerar), una vez escurridos se suelen preparar enharinados y posteriormente cocidos en aceite hirviendo (fritos) hasta que se doran por completo. Suelen servirse calientes, recién salidos de la sartén o freidora, servidos como una ración. Es un plato que se encuentra frecuentemente en las freidurías de pescado, tanto del interior (caso de la gastronomía de Madrid, donde es muy frecuente), como de las zonas costeras españolas.